# Tòa án Quân sự Trung ương (Việt Nam)
Tòa án Quân sự Trung ương trực thuộc Tổng cục Chính trị, Bộ Quốc phòng Việt Nam, là cơ quan xét xử của nước Cộng hoà xã hội chủ nghĩa Việt Nam thuộc hệ thống Toà án quân sự được tổ chức trong Quân đội, chịu sự chỉ huy trực tiếp của Chủ nhiệm Tổng cục Chính trị, Bộ trưởng Bộ Quốc phòng và sự chỉ đạo gián tiếp của Chánh án Tòa án Nhân dân Tối cao.

## Lịch sử hình thành
- Ngày 13 tháng 9 năm 1945, Chủ tịch Hồ Chí Minh, Chủ tịch Chính phủ lâm thời Việt Nam Dân chủ Cộng hòa ký Sắc lệnh 33C-SL về việc thành lập các Tòa án Quân sự trong phạm vi cả nước.[5][6][7]

## Lãnh đạo hiện nay
- Chánh án: Trung tướng Dương Văn Thăng, Phó Chánh án Tòa án nhân dân tối cao Việt Nam

## Tổ chức
- Ủy ban Thẩm phán
- Các tòa phúc thẩm
- Văn phòng
- Phòng Tổ chức cán bộ
- Phòng Nghiên cứu tổng hợp
- Phòng Giám đốc kiểm tra

## Khen thưởng
- Huân chương Quân công hạng Nhất (2011)
- Huân chương Độc lập hạng Ba
- Huân chương Chiến công hạng Ba

## Chánh án qua các thời kỳ
- 1965-1967: Tô Ký, Thiếu tướng
- 1967-: Nguyễn Đình Tùng
- 1977-1979, Trần Thế Môn, Thiếu tướng (1974), nguyên Chính ủy Binh chủng Công binh (1974-1977)
- 1981-1993, Nguyễn Huân, Trung tướng (8/1990)
- 1995-2006, Lê Đức Tụ, Thiếu tướng (2000)
- 2006-2.2015, Trần Văn Độ, Thiếu tướng (2008), Trung tướng (2011)
- 3.2015-2019, Nguyễn Văn Hạnh, Trung tướng
- 18.6.2019 - nay, Dương Văn Thăng, Thiếu tướng (2019) , Trung tướng (2023)

## Phó Chánh án qua các thời kỳ
- Cố Đại tá Hoàng Đào, Thẩm phán Tòa án nhân dân tối cao Việt Nam, Phó Chánh án thứ nhất Tòa án quân sự Trung ương
- Nguyễn Thành Thuộc, Thiếu tướng
- Nguyễn Mai Bộ, Đại tá[8]
- Hoàng Hữu Quý, Thiếu tướng